# Tanatoestética
La tanatoestética es, grosso modo, aquel conjunto de actividades que se practica sobre un cadáver reciente con la intención de dotarlo de un mejor aspecto para poder ser expuesto ante familiares y amigos durante el proceso del velatorio. No solo comprende labores de peluquería y maquillaje, sino que también aglutina actividades de pequeñas restauraciones y reconstrucción de las zonas visibles en la exposición del cadáver, como son cabeza, cuello y manos.
El origen de la palabra deriva de tanato- (originario del griego θάνατος [thánatos], cuyo significado es muerte) y –estética, (derivado de αἰσθητική [aisthetikê], cuyo significado es sensible). De ahí se comprende que la persona dedicada al oficio de la tanatoestética, además de poseer ciertas cualidades, tiene que poseer cierta sensibilidad, tanto para afrontar las tareas como para poder hacerlo sin dejarse llevar por las emociones.
Hay que diferenciar esta actividad de la tanatopraxia, la cual se centra en la limpieza y conservación del cuerpo del difunto, entre otras cuestiones, siendo la actividad previa a la tanatoestética. Tanatoestética y tanatopraxia suelen ir de la mano, por lo que ambos especialistas deben trabajar de forma coordinada.

## En la actualidad
La tanatoestética comprende todo lo referente a la adecuación del cadáver para poder ser presentado de forma adecuada y sin que suponga ningún trauma a la familia y los amigos presentes. Por ello, se trata en todo momento de preparar al difunto para que tenga un aspecto lo más natural posible y lo más parecido al que tenía antes de fallecer. Así, el trabajo se desarrolla en las siguientes etapas (pueden variar según el profesional o las necesidades del cuerpo):
Recogida y recepción del cadáver
La recogida se realiza en el lugar del fallecimiento, el cual puede variar, siendo por ejemplo hospitales o domicilios particulares.
Colocación del cuerpo y elevación de la cabeza
Para transportarlo con seguridad hasta la instalaciones pertinentes o el tanatorio, tiene que hacerse en una camilla especial, empleando un sudario donde irá introducido el cuerpo. Además, se deberá contar con un reposacabezas que mantenga la cabeza elevada, tratando así de evitar livideces propias de la muerte. El cuerpo irá atado a la camilla durante su transporte.
Trabajo con el cadáver
Aquí entran en juego los documentos oficiales, como la certificación de defunción firmada por un médico o la necesidad de verificar la identidad del difunto.
Tras esto se pasa a ver qué necesidades tiene el cuerpo. Por ejemplo, habrá casos en los que sea necesario extraer del cuerpo un sondaje nasogástrico, por ejemplo, o una sonda rectal.
Después se pasa a asear el cuerpo sobre la mesa de trabajo y a desinfectar los orificios pertinentes. Aquí también se realiza el afeitado si fuera necesario, teniendo en cuenta que ha de respetarse si el difunto llevaba barba o bigote o los deseos de la familia.
Igualmente se realizan tareas de taponamiento para evitar la pérdida de fluidos, prestando especial atención a la laringe, las fosas nasales, el ano y los genitales.
Tras eso se pasa a cerrar la boca, empleando la técnica más conveniente según cada caso (varía desde el uso de mentonera, el empleo de pegamento o la sutura, por ejemplo); y al cerrado de ojos (si se ha realizado una enucleación del globo ocular se debe utilizar cubreojos y, en caso de no disponer de estos, de algodón que simulen el relleno de la cavidad ocular).
Se pasa a hidratar ciertas partes del cuerpo y a eliminar posibles livideces aparecidas como consecuencia de la muerte.
Vestido y amortajado del cuerpo
Tras todo lo descrito anteriormente se pasa a vestir al difunto. Para ello se pueden emplear tres cuestiones: un sudario, ropa de calle o alguna otra vestimenta como hábitos religiosos o uniformes. Todo va a depender de la voluntad del fallecido o del deseo de la familia.
Peinado
Normalmente, se solicita a la familia una foto de cómo era el fallecido para poder adoptar el peinado lo más similar posible. El material empleado es el normal de una peluquería, como pueden ser cepillos, peine, secador de pelo o fijador como la laca.
Uso de maquillaje y otras técnicas
Una vez peinado se pasa a la práctica de maquillaje. Existirán ocasiones donde sea necesario el uso de camuflaje cosmético, bien porque presente una herida mínima, como un corte al afeitarse o simplemente por la falta de color natural provocada por la muerte; o técnicas de restauración básica donde tenga que emplearse, por ejemplo, la cera para poder disimular heridas más considerables en zonas visibles.
Enferetrado del cadáver
Tras la adecuación del cadáver se pasa al enferetrado del mismo en el féretro, el cual ha debido ser elegido previamente por la familia. El enferetrado puede hacerlo una sola persona, dos o incluso tres técnicos. Teniendo en cuenta que el cuerpo debe quedar en el centro del féretro, con el reposacabezas y la cabeza bien colocada y alineada con el cuerpo y los brazos reposando sobre el abdomen.